# Vacuna de Novavax contra la COVID-19
La vacuna de Novavax  contra la COVID-19, también llamada  NVXCoV2373 y SARS-CoV-2 rS, es un proyecto de vacuna para la prevención del COVID-19 que está siendo desarrollado por el laboratorio Novavax.  Requiere dos dosis y es estable a una temperatura entre 2 y 8 °C, por lo que puede almacenarse en un frigorífico convencional. Se basa en la administración de nanopartículas formadas por subunidades de proteínas, lo que la diferencia de las vacunas de ARN como la mRNA-1273 de Moderna.

## Descripción
NVX-CoV2373 se ha descrito usando diferentes términos: vacuna de subunidades proteicas, vacuna de partículas proteicas similares a las virales, y vacuna de nanopartículas recombinantes.

## Desarrollo
Exactamente el día 2 de febrero del año 2020, el primer ministro de Canadá Justin Trudeau anunció que el gobierno de su país había firmado un acuerdo con la empresa Novavax para producir en Montreal millones de dosis de la vacuna de este laboratorio contra el COVID-19, lo que la facilitará su distribución en el país, si se produce su aprobación por las agencias gubernamentales encargadas de la valoración de los fármacos nuevos.